# 佐野道可事件
佐野道可事件（さのどうかじけん）は、大坂の陣において、毛利氏の家臣・内藤元盛が豊臣方として大坂城に入城し、参戦した事件。参戦に際しては、毛利輝元の密命を受けていたとする見方が通説である。

## 経過
慶長19年（1614年）10月、毛利輝元は大坂の陣において、徳川方の要請に応じ、毛利氏の軍勢を出兵させたのみならず、11月には自らも出陣した。他方、この大坂の陣においては、輝元の意向によって、毛利氏の家臣・内藤元盛が佐野道可と名乗り、豊臣方として大坂城に入城した。
元盛が選ばれた背景には、実母が輝元の叔母、養父にあたる内藤隆春が輝元の伯父であり、従兄弟にあたる輝元の代理になり得る立場にあったこと、当時の内藤氏が元盛の実兄・宍戸元続の仲介で主家から借財をしていたことが挙げられる。また、元盛の大坂城の入城は関しては、秀元、および当主・秀就、元続ら戸元続のみで練られ、実行に移されたとされる。毛利家中の慎重派で親徳川派の吉川広家と福原広俊は、後にこれを聞いて非難している。
『閥閲録』巻28「内藤孫左衛門」には、輝元が元盛に与えたとされる、内藤氏の本家はもとより分家に至るまで、末代まで取り立てるという内容の宛名欠の起請文が収録されている。
1. 今度元続を以て頼んだ事、分別して上坂され神妙の至り。生々世々忘れない。約束した事は必ず守る
2. 嫡子の本家は勿論、その兄弟の分家まで将来とも見捨てず取り立てるから安心してほしい
3. 大坂ではどんな事があってもお互い申し通じてはならない。城中の首尾、然しかるべきよう頼み入る

慶長20年（1615年）4月、大坂夏の陣において、豊臣方は徳川方に敗北し、滅亡した。元盛に従っていた幸田匡種は大坂城落城の際に戦死し、笠井重政は行方不明となったが、元盛は落城から逃れて京都の郊外に潜伏した。
しかし、元盛が毛利一門であることは露見しており、本多正純は秀就に従って伏見にいた元盛の兄・元続に対して、早々に元盛を捕縛して差し出すことを勧め、さもなくば家康は輝元が元盛に大坂城への籠城を命じたものと判断するであろうと申し渡した。事ここに至って、元盛を捕らえることは止む無しと判断した元続は、本多正純の申し渡しを承諾した。毛利方による諸方への厳しい捜索により、5月に元盛は潜伏していた京都の郊外で捕縛される。
元盛が京都郊外で捕縛されると、取調べの担当である大目付の柳生宗矩から輝元の命によって元盛が大坂城に入城した疑惑を問い詰められた。
だが、元盛は大坂城への入城は、あくまで豊臣氏に恩義を感じての個人的な行動で主家とは関係ないと主張したため、幕府も毛利氏の陰謀を追及することができなかった。
同年5月21日、元盛は兄・元続によって山城国桂里大藪村鷲巣寺に連行されて自刃し、その首級は本多正純に差し出された。これにより、毛利氏への嫌疑は不問となった。元盛の死を悲しんだ元続はその後間もなく、元盛の大坂城入城の責任を取る形で、嫡男の広匡に家督を譲って隠居した。
しかし、元盛の大坂籠城が家康の知るところとなったことから、同年7月5日に輝元は事情を知る元盛の嫡男・元珍と次男・粟屋元豊を上洛させ、家康の処断を仰いだ。元珍と元豊は父・元盛の籠城は独断で勝手に取った行動であると釈明し、家康は2人が元盛の籠城とは無関係であると認めて帰国させた。
ところが、同年10月19日、幕府の追及を恐れる輝元の命により、元珍は周防国佐波郡富海の滝谷寺において、元豊は長門国美祢郡岩永において、それぞれ自刃させられた。
元盛の妻・ 綾木大方（内藤隆春の娘）は、輝元の振る舞いに激怒し、非難した。だが、輝元はさらに元珍の息子・元宣を幽閉して、家名存続の約束を反故とした。このため、名門であった内藤氏はいったん断絶した。
元盛の2人の息子も自刃したことを知った柳生宗矩は嘆き、切腹を悼む旨の書状を宍戸元続と都野惣右衛門の両名に送ったといわれている。

## 考察
内藤元盛が輝元にとって近しい親族であることから、元盛の大坂城入城は輝元の意向に基づくものとされるのが通説となっている。その真意は、輝元の豊臣氏に対する忠義によるものなのか、あるいは徳川方・豊臣方どちらが勝利しても毛利氏が存続できること目的としたものなのか、いずれにせよ輝元の指示によるものとされた。
だが、堀智博の研究によると、輝元が元盛に起請文を与えたという逸話には信憑性がなく、元盛は天正17年（1589年）に輝元から勘気を蒙って追放されていたとし、牢人として拠り所のない元盛は輝元の意思とは無関係に、「佐野道可」として大坂籠城を行ったとする。
一方、脇正典は、同事件に関係した文書は各所に及び全てを捏造するのは不可能であるとするとともに、慶長19年7月6日付の元盛の実兄・宍戸元続の書状（『毛利家文書』1329号）から元盛は秘かに主家から借財をしていたために、輝元の要請を断り切れなかったと推測する。
輝元のこの事件への関与がどれほどのものかは評価が割れているが、輝元は徳川方の勝利がほぼ確実であると考えつつも、豊臣方の勝利の可能性も皆無ではないと考え、豊臣方勝利の際に毛利氏の復権を図る必要があった。そのため、豊臣方が勝利した際の保険として、輝元は元盛を利用したと考えられている。
だが、これが失敗に終わると、輝元は幕府の追及を恐れ、元盛の2人の息子を粛清し、家中統制に利用した。
内藤氏は輝元の生母・尾崎局の実家であり、また元々は大内氏の重臣であったことから、毛利氏よりも格上の存在であった。そのため、この事件は五郎太石事件と同様に、旧有力国人領主層を排除・屈服させることにより、毛利氏が旧国人領主層よりも上位の存在であることや、輝元と秀就の地位を確立するために利用されたと考えられる。